# البت (أديامان)
البت (بالكردية: Albêd‏) (بالتركية: Albet أو يشيلتبه سابقا Yeşiltepe)‏ هي قرية كرديّة تتبع إداريّاً لمديرية أديامان في محافظة أديامان التركية الواقعة في جنوب شرق الأناضول. وبلغ عدد سكانها 98 نسمة في عام 2021.